# Sinchon-dong, Seoul

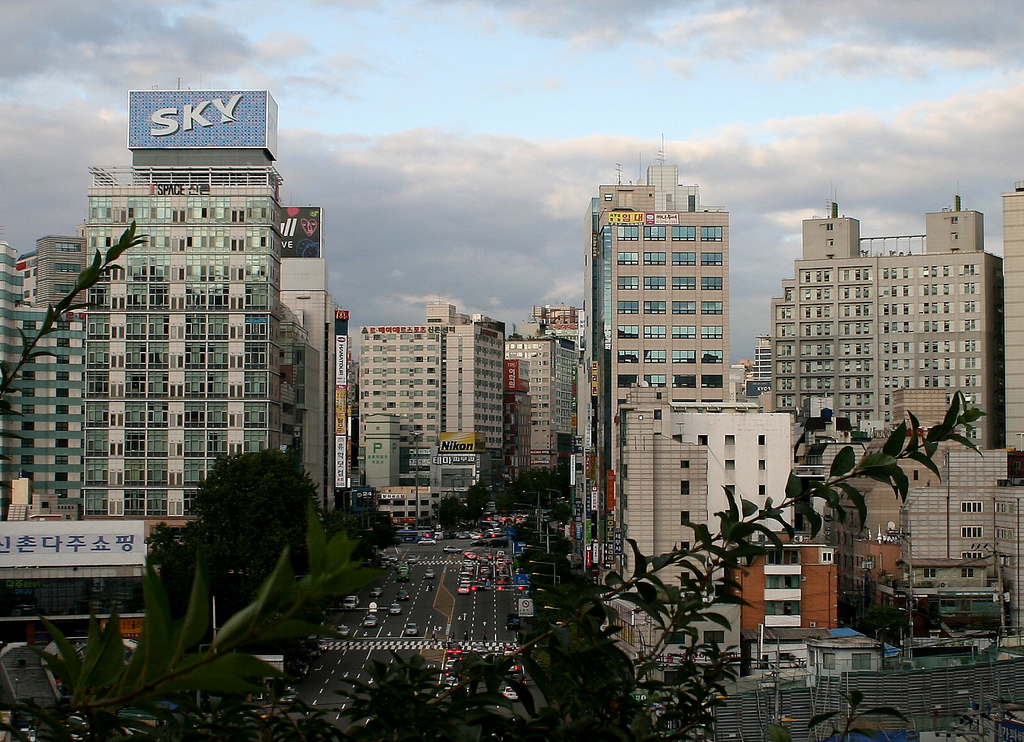
Một góc khu vực Sinchon

Sinchon-dong là một dong (phường) của quận Seodaemun-gu ở Seoul, Hàn Quốc; và nó là một phần của khu vực Sinchon rộng lớn hơn.
Điểm thu hút chính của Sinchon là cuộc sống sôi động về đêm, với rất nhiều quán bar theo phong cách phương Tây cùng các đầu bếp truyền thống của Hàn Quốc, nhiều nhà hàng và các hoạt động khác hướng tới đối tượng là sinh viên đang theo học tại các trường đại học trong khu vực.

## Giao thông
Ga Sinchon nằm trên tuyến tàu điện ngầm Seoul số 2 giữa ga Đại học Nữ sinh Ewha và ga Đại học Hongik.
Ga Sinchon cũng là tên của một ga trên tuyến Gyeongui kết nối Seoul và ga Dorasan. Sinchon là ga thứ hai của tuyến, nằm giữa ga Seoul và ga Gajwa.
Trạm xe buýt/bến xe chính nằm gần đồn cảnh sát khoảng 100m về phía nam (về phía Yeouido) từ Sinchon Rotary. Xe buýt số 110A đi Itaewon và có thể bắt tuyến này gần Huyndai Department Store.
Làn đường đầu tiên ở Seoul dành riêng cho các phương tiện đặc biệt như phương tiện công cộng, người đi bộ và người đi xe đạp đã được mở tại Sinchon-ro vào tháng 1 năm 2014. Đường dành cho phương tiện thông thường được thu hẹp từ bốn làn xe xuống còn hai làn xe, các vỉa hè và khu vực dành cho người đi bộ được mở rộng rất nhiều. Với những trường hợp ngoại lệ hiếm hoi, đường phố chỉ dành cho xe buýt trên 15 chỗ ngồi, người đi bộ và người đi xe đạp.

## Địa điểm nổi tiếng

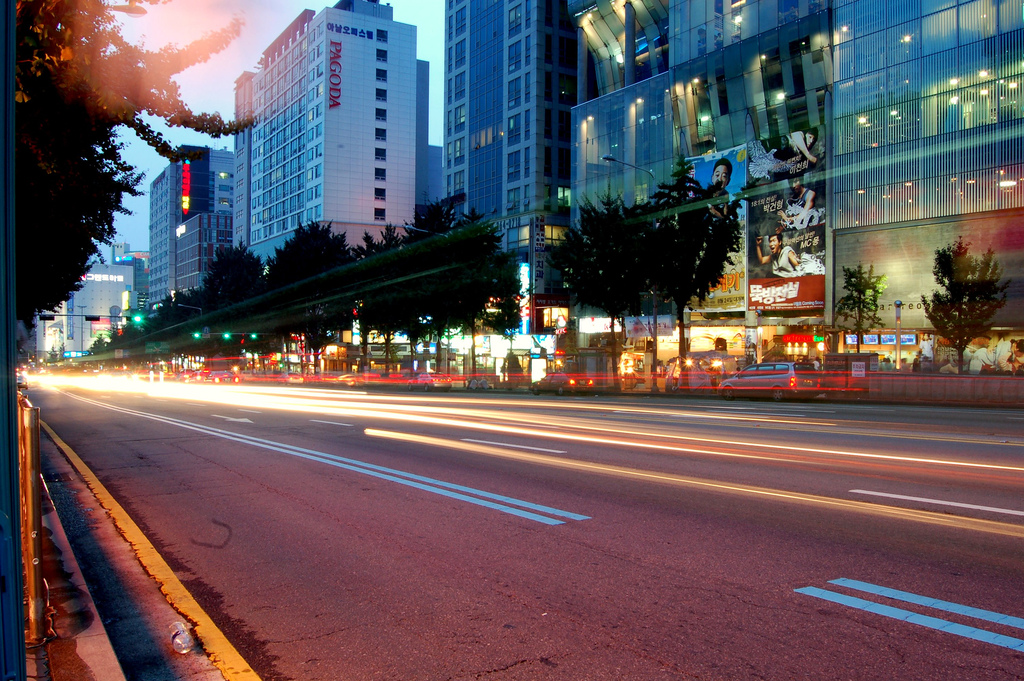
Đường phố ở khu vực Sinchon

Sinchon là khu vực sầm uất của thành phố với một số cửa hàng bách hóa, rạp chiếu phim, khu mua sắm phục vụ chủ yếu cho giới trẻ. Cũng trong khu vực lân cận có một số trường đại học như đại học Yonsei, đại học Nữ sinh Ewha, đại học Hongik, đại học Sogang, đại học Myongji. Sinchon cũng là khu vực phục vụ giải trí lớn với các quán bar, quán karaoke, tiệm internet, tiệm DVD, quán bida kiểu Hàn Quốc và các nhà hàng dọc các con phố phủ đầy ánh đèn neon vào buổi tối. Một trong những bệnh viện lớn nhất Hàn Quốc là bệnh viện Severance, được liên kết với đại học Yonsei, trở thành một phần của Hệ thống Y tế Đại học Yonsei.
Khu vực này có Hyundai Department Store kết nối với Uplex thông qua một lối đi bộ trên mặt đất.

## Trong văn hóa đại chúng
Đường phố và khu vực xung quanh đại học Nữ sinh Ewha được sử dụng làm địa điểm quay bộ phim truyền hình Beautiful Days năm 2001 của đài Seoul Broadcasting System (SBS), với sự tham gia của Lee Byung-hun, Choi Ji-woo, Ryu Si-won, Shin Min-a, Lee Jung-hyun, Lee Yoo-jin.

## Hợp tác quốc tế
- Kragujevac, Serbia